# I Wonder If Heaven Got a Ghetto
«I Wonder If Heaven Got a Ghetto» — первый посмертный сингл Тупака Шакура с альбома R U Still Down? (Remember Me). Оригинальная версия трека была записана и выпущена на сингле «Keep Ya Head Up» в 1993 году.

## Видеоклип
Весь видеоклип показан от первого лица, в котором показана дальнейшая жизнь Тупака после выстрелов в 1996 году.

## Дорожки
- Промо 12"

|  | Сторона А - «Soulpower hip hop album mix» — 4:41 - «Soulpower hip hop instrumental» — 4:41 |
|  | Сторона Б - «Soulpower album mix» — 4:20 - «Soulpower album instrumental» — 4:20           |

- Макси CD

1. «Soulpower hip hop radio mix» — 4:41
2. «Soulpower hip hop instrumental» — 4:41
3. «Soulpower album mix» — 4:20
4. «When I Get Free» — 4:46

## Чарты
| Чарты (1997-98)                       | Максимальная позиция |
| ------------------------------------- | -------------------- |
| Новая Зеландия (Recorded Music NZ)    | 11                   |
| США (Billboard Hot 100)               | 67                   |
| США (Billboard Hot R&B/Hip-Hop Songs) | 14                   |
| UK R&B (Official Charts Company)      | 4                    |
| Великобритания (OCC UK Singles)       | 21                   |